# Eucera quadricincta
Eucera quadricincta là một loài Hymenoptera trong họ Apidae. Loài này được Timberlake mô tả khoa học năm 1969.